# ازهریه
ازهریه (به عربی: الأزهریة) یک شهرداری در الجزایر است که در استان تسمسیلت واقع شده‌است. ازهریه ۸٬۰۷۱ نفر جمعیت دارد.